# Тумашовський
Тумашо́вський (рос. Тумашовский) — селище у складі Заводоуковського міського округу Тюменської області, Росія.
Населення — 74 особи (2010, 67 у 2002).
Національний склад станом на 2002 рік:
- росіяни — 88 %